# 수원 삼성 블루윙즈
수원 삼성 블루윙즈 FC(Suwon Samsung Bluewings Football Club)는 대한민국 경기도 수원시에 있는 축구 선수단이다. 수원삼성축구단이 운영하는 남자 프로 축구단이며, 1999년에 창단되었다. 수원시를 연고로 하고 K리그2에 참가하고 있다. 1995년 12월 15일에 창단하였으며, 홈 경기장은 수원월드컵경기장이다.
1995년 삼성전자가 수원시와 연고 협약을 맺고 K리그의 9번째 구단으로 출범했다. 1996년 시즌부터 K리그에 참가해  정규리그 준우승과 FA컵 준우승을 기록했다. 1998년에는 첫 정규리그 우승에 성공했다. 1999년에는 전관왕을 달성하며 위용을 떨쳤다.
2014년 4월 1일부터 구단 모기업이 삼성전자에서 같은 삼성그룹의 계열사인 제일기획으로 이관됐으며, 삼성전자는 모기업에서 스폰서로 전환하여 구단의 운영과 지원이 이원화됐다. 이는 스포츠 전문 기업이 아닌 제조업의 삼성전자에 속해 그동안 효율적이지 못한 구단 운영의 한계에서 벗어나 그동안 수원 마케팅을 담당한 삼성그룹 계열사 제일기획에서 운영함으로써 그동안 성적 위주의 운영에서 벗어나 스포츠사업으로써 이익을 추구하는 방향으로 바꿔 구단의 운영과 지원을 효율적으로 할 수 있는 이원화 방식을 채택한 것과 삼성스포츠단 재편으로 인해 삼성스포츠단 산하 스포츠팀을 전부 제일기획에서 관리할 예정에 이뤄진 조치이다. 이와 함께 법인명도 삼성전자축구단에서 주식회사 수원삼성블루윙즈축구단으로 바뀌었다.

## 역사
- 1995년 구단 창단
- 1998년 K리그 우승
- 1999년 K리그 우승, 리그컵 아디다스컵, 리그컵 대한화재컵 우승
- 2000년 K리그 슈퍼컵 우승, 리그컵 우승
- 2001년 2000-01년 아시안 클럽 챔피언십 우승, 아시안 슈퍼컵 우승, 리그컵 우승
- 2002년 2001-02년 아시안 클럽 챔피언십 우승, 아시안 슈퍼컵 우승, FA컵 우승.
- 2004년 2대 감독으로 차범근 감독 선임. K리그 후기리그 우승, K리그 통합 우승.
- 2005년 K리그 슈퍼컵 우승, A3 챔피언스컵 우승, 리그컵 우승
- 2006년 K리그 후기리그 우승
- 2007년 K리그 2007 정규리그 2위로 플레이오프 진출
- 2008년 K리그 우승, 리그컵 우승
- 2009년 홍콩축구대회 3위
- 2010년 차범근 감독 퇴임. 제3대 감독으로 윤성효 감독 선임, FA컵 우승.
- 2012년 시즌 종료 후 윤성효 감독 퇴임. 제4대 감독으로 서정원 수석 코치 감독 승격.
- 2014년 K리그 클래식 준우승
- 2015년 K리그 클래식 준우승
- 2016년 FA컵 우승.
- 2018년 8월 28일 서정원 감독 사임. 제 5대 이임생 감독 선임
- 2019년 FA컵 우승
- 2020년 9월 8일 제 6대 박건하 감독 선임
- 2022년 4월 14일 박건하 감독 사임. 제 7대 이병근 감독 선임
- 2023년 4월 17일 이병근 감독 퇴임.
- 2023년 5월 4일 제 8대 김병수 감독 선임
- 2023년 9월 26일 김병수 감독 퇴임, 플레잉코치인 염기훈 감독대행 선임
- 2023년 12월 2일 K리그2로 강등
- 2024년 1월 9일 염기훈 수원의 제 9대 감독 선임
- 2024년 5월 31일 변성환 수원의 제 10대 감독 선임

### 시즌별 총평

#### 1995 ~ 1999 시즌
수원삼성은 대한민국 기업인 삼성전자를 모기업으로 아마나 프로에서 경험많은 선수들을 모아 선수단을 꾸리고, 1994년 FIFA 월드컵 대표 감독이던 김호가 감독을 맡아 1995년 창단부터 많은 관심이었다. 1996년 첫시즌부터 수원은 신생팀 답지 않은 실력을 보여 축구계 돌풍을 일으켰다. 신생팀이 우승 하면 K리그 모양새가 우스워진다는 소리가 나왔다. 이말은 사실이 돼 챔피언결정전에서 울산 현대에게 져 우승은 못했다. 당시 수원은 울산에게 1차전서 1 – 0 이겼으나 이기형, 박건하 등 선수들 다수가 신인이고 경험부족으로 2차전 1 – 3으로 져 우승은 못했다. 1997 시즌에는 중위권으로 떨어졌고 성과를 못냈다. 그러나 이때부터 데니스나 고종수, 바데아같은 선수들이 보인 플레이들은 다른팀들한텐 쉽게 못보는것들이었다. 이때까지 수원이 대중에게 남긴 인상은 '최강 클럽'이었다. 한 마디로 1996년부터 1999년까지 수원은 짧은 시기에 대중의 주목을 받은 것이다.

#### 2003 시즌
팀의 주축인 고종수와 데니스 락티오노프, 산드로와 이기형이 떠나 팀 전력이 약해졌다. 이에 안양 LG 치타스에서 뛴 뚜따를 영입하고 이 때부터 나드손이 영입되어 뛰기 시작했다. 리그에서 좋은 성적을 거둔 시즌은 아니었지만, 조성환과 조병국, 김두현, 이종민의 성장을 보는게 팬들 볼거리였다. 대표 차출로 전력 공백이 생겼지만 신예들의 팀으로는 다른 팀을 꺾을 만한 경험이 없다는 평이었다. 이 시즌을 마지막으로 김호 감독은 사임을 표하였다. 또한 정용훈이 교통사고로 사망하는 사건도 있었다. 이 일을 추모하기 위해 서포터들은 국화꽃을 경기장에 던지는 추모행사를 펼쳤다.

#### 2004 시즌
창단 후 8년 간 팀을 이끈 김호 감독을 대신해 1998년 FIFA 월드컵에서 대한민국 축구 국가대표팀을 이끈 차범근 감독으로 교체했다. 또한 팀 우승을 위해 올림픽 대표 조재진, 김동현을 영입해 리그를 맞았다. 수원은 전기 리그를 5승3무4패 로 끝냈다. 이어서 삼성 하우젠 컵에서 우승경합을 벌였던 수원은 4승 7무 1패로 4위에 그쳤다. 전기리그 역시 4위로 끝낸 수원은 차범근 감독이 말했다시피 가능성 있는 선수들 점검과 부상 선수들 경기감각 회복으로 컵대회를 이용해 후기리그를 준비했다.수원은 7승 2무 3패 로 후기리그를 우승했다. 20살의 공격수 김동현이 공격 조커 역할을 톡톡히 했다. 김동현은 시즌 초 ‘팬들이 뽑은 올시즌 최고의 기대주’로 뽑는 등 기대를 모았고 시즌 동안 빠른 성장을 한체 시즌을 끝냈다. 이후 후보들로 나선 FA컵에선 8강행에 실패했다.

#### 2005 시즌
2005 시즌에 들어서 수원은 모든 대회 타이틀을 노릴것으로 예상됐다. 고종수와 조병국을 전남 드래곤즈로 보내고 무사를 방출했다. 그리고 AFC 챔피언스리그에서 충격에 예선 탈락 이후 김남일과 송종국,그리고 나드손 등 주축 선수의  부상으로 전력이 약해졌고 이를 만회하기 위해 이따마르를 영입하고 조원희에게 기대했지만 결국 결승 플레이오프에 진출못한 채 시즌을 마감한다. 특히 후반기 FC 서울에게 당한 완패로 인해 서포터가 감독에게 면회를 요청했고, 만남은 이뤄졌지만 서로 앙금만 남긴 채 다음시즌을 기약하게 됐다.

#### 2006 시즌
새 시즌은 수원에게 천국과 지옥을 오간 해였다. 시즌초 공격과 수비의 밸런스가 안맞아 공격에서 득점을 못올렸고 설상가상으로 전기리그 중 부산 아이파크에게 당한 1 – 4 패배는 서포터들에게 큰 충격을 주었으며, 차범근 감독에 대한 대대적인 불만표출이 이어졌고, 결국 구단 사상 초유의 서포팅 보이콧 사태가 일어났다. 게다가 팀 감독이 리그 컵의 잔여경기를 포기하고 MBC의 월드컵 중계를 위해 떠났다는 사실에 대하여 서포터는 화났고, 결국 구단은 서포터들과 대화를 해 전력 강화, 구단 내 경영의 합리화등을 약속해 올리베라 등을 영입해 전력을 강화했지만 결승에서 성남 일화 천마에게 패해 우승을 못했고 뒤이은 전남 드래곤즈와의 FA컵 결승에서도 져 무관에 그쳤다.

#### 2007 시즌
수원은 작년의 실패가 공격력 부족에서 비롯되었다고 판단하고 배기종 등을 영입했지만 시즌 초반 부진을 보이며 컵 대회에서 FC 서울에게 1 – 4 패배를 당하기도 하고, 우승경쟁 상대인 성남 FC에게 리그에서 1 – 3으로 패하는 등 다시 서포터에게 차범근 감독에 대한 불신이 커졌다. 공격진의 득점력 부족은 여전했다. 수비들의 부상으로 김남일을 센터백으로 기용했지만 수비는 불안했다. 결국 플레이오프에서 포항 스틸러스에게 0 – 1로 패하며 탈락하는 결과를 만들었다. FA컵에서는 FC서울과의 경기에서 0 – 0으로 비긴 후 승부차기 끝에 탈락했다. 이후 이적시장에서 김남일이 빗셀 고베로 떠나는 등 여러 가지 이슈를 만들었다.

#### 2008 시즌
수원은 2007년의 실패를 되풀이하지 않겠다는 각오로 2008 시즌을 준비했고 그해 리그 정규시즌과 챔피언결정전에서 승리하며 구단 역사상 4번째 우승에 성공했고 리그컵 대회에서도 우승하면서 더블 달성에 성공했다.

#### 2009 시즌
수원은  2009 시즌 개막전에서 전년도 FA컵 우승 팀인 포항 스틸러스에게 2 – 3 패배를 당했다. 개막전에서부터 마토, 이정수가 빠진 수비진은 허둥댔고 공격수의 발들은 무뎌졌다. 리그서 부진하자 AFC 챔피언스리그에 집중했지만 16강에서 나고야 그램퍼스에 지며 탈락했다. 리그 중반 브라질 외국인 선수 티아고와 산드로를 영입했지만 결국 리그는 10위로 끝났다. 리그 종료후 수원 차범근 감독의 난해한 성적과 전술은 팬들사이에서는 의견이 분분하였다. 그리고 외국인선수 에두는 분데스리가 샬케 04로 이적했다.

#### 2010 시즌
새시즌 개막을 앞둔 수원은 염기훈, 강민수, 헤이날도를 영입해 보강을 했다. 하지만 개막전에서 전북 현대 모터스에 패해 안좋은 출발을 했고 이후에도 계속 안좋은 모습을 보여 휴식기를 앞두고 전반기가 끝날땐 리그 꼴지에 머물며 최악의 부진을 겪었다. 차범근 감독 경질설이 일자 구단은 차범근 감독을 믿겠다 했지만 5월 20일 차범근 감독이 기자회견을 열고 6월 6일 부로 감독을 그만두겠다 선언했다.
이후 수원에서 선수와 코치로 활약한 숭실대학교 감독을 맡던 윤성효를 새 감독으로 선임했다. 윤성효 감독은 취임 후 여름 이적시장에서 황재원, 박종진을 영입했고 결국 휴식기 전 2승 1무 9패 승점 7점으로 리그 꼴지에 있던 수원은 12승 5무 11패 승점 41점 리그 7위로 시즌을 마감했다. 2010 AFC 챔피언스리그 8강에선 성남을 만나 1차전에서 1 – 4로 패배해, 2차전에서 2 – 0으로 이겼지만 종합 3 – 4로 준결승진출에 실패했다.

#### 2011 시즌
새 시즌은 AFC 챔피언스리그와 K리그 우승을 하기 위해 이용래, 최성국, 정성룡 등 선수들을 영입해 전력을 강화했다
AFC 챔피언스리그는 준결승에서 알사드와 붙었지만 통합 스코어 2 – 1로 져 결승 진출이 좌절됐다. 시즌 중 최성국이 K리그 승부조작으로 인해 팀을 나갔고, 베르손은 활약이 안좋아 브라질로 돌아갔고, 마르셀과 계약해지, 성적이 14위로 떨어지는 등 리그에서 부진을 겪었다.
여름 이적시장에서 제주에서 뛴 박현범을 양준아와 트레이드 해 재영입하고 그리고 브라질 공격수 디에고를 영입해 겨우 6강 플레이오프에 진출했다. 그러나 준플레이오프에서 울산 현대에게 승부차기 1 – 3으로 져 플레이오프 진출이 좌절됐고, 성남 일화 천마와의 FA컵 결승전에서 조동건에게 골을 내줘 0 – 1로 져 AFC 챔피언스리그 출전이 무산됐다.

#### 2012 시즌
새 시즌을 앞두고, 수원은 염기훈의 경찰청 입대로 그가 달던 26번을 비워뒀다. 이후 성남 일화 천마에서 뛰었던 조동건을 영입하였고, 전북 현대 모터스에서 뛰던 서정진
을 영입하고 시즌을 시작했다.
시즌 초반부터 끝까지 4위 이상 순위를 하며 상위 스플릿에 진출하였고, 그 이후 성적이 들쭉날쭉해 수원 팬들은 윤성효 감독 퇴진을 요구하는 플래카드를 경기장 안에 걸기도 했다. 들쭉날쭉한 성적이 반복하자 최종 순위 4위를 해 AFC 챔피언스리그 출전권 획득이 어려웠으나, 리그 3위인 포항 스틸러스가 FA컵 우승하면서 AFC 챔피언스리그 진출권을 얻을 수 있었다. 하지만, 이번 시즌을 끝으로 윤성효는 수원 감독에서 경질됐고, 후임으로 수석코치인 서정원이 수원 감독이 되었다.

#### 2013 시즌
2013 시즌을 앞두고, 오범석, 양상민, 박종진, 이상호, 하태균이 군대를 가기 위해 각각 안산 경찰청과 상주 상무에 입대하자, FC 서울에서 뛰었던 이종민, 브라질 공격수 핑팡 등을 영입하고 이번 시즌을 맞이하였다. 그러나, AFC 챔피언스리그에서는 단 1승도 못거두고 4무 2패로 H조 꼴지를 기록하며 탈락했고, 특히, 가시와 레이솔과의 홈 경기에서 PK 4개 중 3개를 실축하는 등 무기력한 경기를 보인 끝에 2 – 6이라는 치욕적인 참패를 당했다.
정규 리그에서는 11라운드 이후로 3위 안에 들지 못했고, 시즌 중 핑팡, 에디 보스나 등 외국 선수들이 여름이적시장을 통해 팀을 떠나면서  전남 드래곤즈의 미드필더 고차원을 영입했다. 여름에 선수 보강을 제대로 못한 채 상위 스플릿에 진출했고, 그 이후 염기훈이 제대하여 팀에 복귀했지만 리그에서는 계속된 부진 끝에 5위에 계속 머물러 AFC 챔피언스리그 출전권을 얻지 못한 채 시즌을 끝냈다. 게다가, K리그 클래식 2013 베스트 11 부문에 수원 선수 중 단 한 명도 각 포지션 부문에 이름을 올리지 못했다.

#### 2014 시즌
새 시즌을 앞두고, 수원은 박현범, 이용래가 안산 경찰청에 입대하고, 곽희주가 팀을 떠나 J리그의 FC 도쿄에 이적하고, 제난 라돈치치가 오미야 아르디자로 떠나는 등 주축 선수들이 나간 상태에서 겨울을 보냈다. 하지만 브라질 수비수인 헤이네르를 데려와 수비를 보강했다.
초반에는 고차원이 K리그 클래식 3라운드 포항 원정 경기에서 팀의 1000번째 골을 기록했지만, 결국 패배하였고, 주축 선수들의 부상과 해이해진 팀 정신으로 고전했다. 점진적으로 선수단이 단단히 정신무장을 한 끝에 정대세의 득점포가 재가동되었고, 지난 시즌 부진했던 정성룡이 예전의 기량을 되찾았으며, 수비진이 안정되는 등 흔들렸던 팀이 예전의 모습으로 갖춰나갔다.
2014년 FIFA 월드컵 휴식기가 끝난 이후 순위를 끌어올리며 11월 16일 제주유나이티드와의 경기에서 1 – 0으로 승리하였고, 2경기를 남겨둔채 2위를 확정하여 AFC 챔피언스리그 진출을 확정지음과 동시에 K리그 클래식 준우승을 차지했다. 2014년의 선전 배경에는 득점왕을 차지한 산토스와 공격수 로저의 브라질 외인 듀오의 활약과, 김은선, 조성진, 민상기 등 신진 세력의 성장이 있었으며, 기량을 되찾은 정성룡, 김두현, 염기훈, 정대세 등 건재한 베테랑과 양상민, 이상호 등 군에서 전역한 선수들이 버틴 공격진과 수비진은 팀 득점 2위(52점)와 최소 실점 3위(37점)를 기록하였다. 게다가, K리그 클래식 2014 베스트 11에 산토스, 홍철 2명이 이름을 올렸다.

#### 2015 시즌
새 시즌에 앞서 수원은 남해군과 스페인 말라가서 전지훈련을 했다. 구단은 2014 시즌을 끝으로 FA 신분이 김두현과 꼭 계약을 더 좋은 성적을 내다볼 수 있었지만 구단 재정 악화로 몸값이 높아 잡기 어려웠고 결국 김두현을 성남 FC로 보냈다. 이외에 브라질 출신 공격 자원인 카이오을 영입했으며, 재계약 후 울산으로 임대된 백지훈 합류와 11년 동안 수원에서 활약한 곽희주가 3월에 플레잉코치 자격으로 돌아오면서 시즌을 시작하게 됐다. 시즌 전 주전 골키퍼 정성룡의 부상으로 어려움을 겪었다.
4월 말 대전 시티즌에게 1 – 2로 패하고, 5월엔 전북 현대 모터스전 0 – 2 패, FA컵 32강전은 전남 드래곤즈에게 승부차기로 지며 16강 행에 실패하고 AFC 챔피언스리그 16강에선 총합 4 – 4를 이뤘으나 원정 다득점으로 8강행이 좌절되는 등, 주전들 줄부상과 AFC 챔피언스리그 조별 리그 1차전부터 이어진 수비들의 심각한 부진으로 힘든 5월을 보냈다.
그리고 여름 이적시장에서 정대세가 시미즈 에스펄스로 떠나고 옌볜 창바이산으로 임대된 하태균 또한 정식 계약을 해 완전 이적했고 레오가 중국 갑급리그로 떠나면서 전력이 더 약해졌다. 이후 불가리아의 공격수 일리얀 미찬스키를 데려와 정대세의 공백을 메웠지만 8월 12일 이후 김은선, 오장은, 조성진, 곽희주 등이 줄부상을 당하고 슈퍼매치는 FC 서울에게 0대3 완패 하며 자존심을 구긴 데다 마지막 슈퍼매치는 윤주태에게 4골을 허용하면서 패해 결국 지난해에 이어 준우승을 하였다.
시즌이 끝난 후, 주전 골키퍼 정성룡이 이번 시즌을 끝으로 J리그 가와사키 프론탈레와 1년 계약을 하여 이적하였다.

#### 2016 시즌
새 시즌을 앞두고,  오범석은 항저우로 떠났고, 서정진은 울산 현대로 1년 간 임대 이적, 카이오는 부리람 유나이티드로 이적하였다. 카이오의 대체 선수로, 이고르를 영입했다. 그리고, 부상으로 새시즌 멤버에 빠진 불가리아 공격수 일리얀 미찬스키는 계약을 해지했고 지난 해 계약이 끝난 오장은과 재계약을 했다.
1턴 이후 시즌 전부터 문제던 톱에 좋은 선수가 없던 수원은 방안으로 영입한 이고르는 경기에 나서는 모습조차 보기 힘들었고, 상주 상무 전역 후 합류한 조동건 또한 안 좋은 모습을 보였으며, 또 선제골 후 추가골이 안 나와 후반 집중력이 부족한 모습으로 종료막판 동점골을 먹는 경기 패턴이 계속되면서 결국 11경기 2승6무3패로 2승만을 해 리그 9위에 머물며 1턴은 실패라는 평가를 받았다. 이에 서포터즈 프렌테 트리콜로는 성적부진에 대해 SNS를 통하여 선수영입에 관한 의문과 현 상황을 질타하는 성명서를 발표했다.
서포터즈 항의에 답변으로"구단 직원 모두 현재 상황을 해결할 모든 방법을 동원하겠다" 말하며 바뀐 모습을 보이겠다 약속했다. 정대세 이적 후 약 1년 간 있던 원톱 고민을 해결하고 수원이 후반기 반등하기 위해 6월 2일 조나탄의 1년 임대 (완전 이적조항)를 발표했다.
조나탄은 과거 2013, 2014시즌에 K리그 챌린지에서 득점왕을 수상했던 경력 등 한국 축구에 검증된 선수로써 좋은 모습을 보인 공격수로써 성명서 이후 첫 이적에 대해서는 수원 삼성팬 모두 좋은 반응을 보였지만 불만을 모두 없애기 위해선 앞으로의 경기력과 승리가 제일 중요하다 여겼다. (결과적으로 조나탄은 후반기에만 14경기 10골 2도움으로 공격포인트 총 12개를 기록하며 후반기 최고의 모습을 보여줬다.
하지만, 9월 24일에 펼쳐진 인천과의 원정 경기에서 2 – 0으로 앞서던 수원은 소위 말하는 '세오타임'의 저주에 걸려 후반 동점을 허용하는데 이르렀고 결국 다 잡은 승리를 놓친 수원은 끝내 하위 스플릿으로 가게 되었다.
수원 삼성은 강등 위기에 처했으나 36, 37라운드를 모두 이기면서 K리그 클래식을 7위로 마감하였다.
2016.12.04일 FC 서울과의 대망의 FA컵 결승전 2차전에서 승부차기 끝에 승리하면서
2016년 FA컵의 우승의 영광을 가져갔다. 이는 리그에서의 부진을 조금이나마 위로할 수 있던 결과였다.
시즌 종료 후, 양쪽 풀백인 홍철과 신세계가 상무에 입대했고, 이후 이상호는 FC 서울로 이적했으나, 사간 도스에서 김민우와 최성근을 영입하며 2016년을 마감했다.

#### 2017 시즌
새 시즌을 앞두고, 2017년 1월 1일에 미드필더 오장은을 K리그 챌린지로 강등된 성남 FC로 보냈다. 그리고, 2017년 1월 2일에는 수원의 원클럽맨으로 곽희주가 2016 시즌을 끝으로 은퇴를 선언했다.
2017년 1월 4일에는 전남에서 공격수 박기동을 수비수 연제민과 현금 트레이드로 영입한 후 나흘 후엔 1월 11일에 노동건을 포항에 1년 임대를 보냈다. 그리고 외국인 선수 로메오 카스텔렌은 중국 갑급리그의 저장 이텅으로 떠났고, 타 팀을 수없이 울렸던 원 클럽맨 신화용 골키퍼가 수원 삼성으로 이적하였다. 권창훈은 프랑스 리그팀인 디종 FCO로 이적했다.첫 경기인 ACL 정성룡의 팀인 가와사키 프론탈레 원정경기서 1 – 1로 비기고 말았다
리그는 K리그 클래식 2016시즌과 똑같이 동점골 먹고 무실점 하고도 비기는 등 1승도 못하는 성향이 똑같이 나오자 크게 화난 팬들은 서정원의 감독 퇴진을 요구하는 사태가 벌어졌다. 그 이후, 6R전 리그 하위권팀인 광주와 비기며 이에 흥분한 일부 소모임몰 식한 행동을 보이자 이에 팀 최고참이라는 사실 때문에 리그 부진의 대한 부담감과 책임감을 유독 크게 느끼고 있던 이정수는 순간 이성을 잃어 팀팬과 대치하며 구설수가 생겼다. 이후 소속구단 수원 삼성에 자진 은퇴를 하고싶다고 시사하였다. 감독과 구단관계자들의 만류에도 불구하고 결국 이정수는 결국 팀을 떠나 은퇴를 선언해 광주전을 끝으로 수원 삼성과 결별하였다.
이후 챔피언스리그 가와사키 프론탈레와의 홈경기에서는 정성룡이 친정팀에 비수를 꽂는 활약으로 0 – 1로 패하고 마지막 16강진출 가능성이 남은 광저우 에버그란데와의 원정경기에서 분투끝에 2 – 2로 비기며 충분히 자력 16강이 가능한 상황이었음에도 불구하고 ACL 조별리그를 탈락하였다.
6월 27일 강원 FC와의 경기에 캡틴 염기훈의 간단한 타박상으로 인해 R리그에서 해트트릭을 기록한 특급신인 유주안이 첫 선발명단에 이름을 올렸다.
유주안은 전반 3분만에 조나탄에게 도움을 기록하였고 전반44분에 새로운 라이징의 스타의 탄생을 알리는 데뷔 골이 터졌다. 유주안은 수비 진영에서 길게 넘어온 공을 조나탄이 이어 받자 공을 오게 될 위치를 정확히 예측하고 움직였다. 조나탄의 발을 떠나 수비수 위로 넘어온 공을 강력한 왼발 슛으로 골대에 꽂아 넣었다. 유주안의 위치선정과 감각을 확인할 수 있는 장면이었다.
하지만 3대2로 어느새 따라잡혔고 결국 조원희의 자책골로 끝내 비기며 승리 사냥에 실패했다. (* 유주안은 이후 대구FC전에서도 골을 기록했다.)
2017년에 기록을 달성한 선수가 세명있다. 바로 산토스와 조나탄, 염기훈이다.
우선 산토스는 '수원 삼성 통산 K리그 최다골’이라는 대기록을 달성했다. 공교롭게도 수원 소속 통산 K리그 최다골 기록은 현 수원 감독인 서정원 감독이 가지고 있었다.
대기록 달성에도 불구하고 산토스는 개인의 기록보다 팀의 승리에 큰 의의를 두었다.

조나탄은 6월 14일부로 임대신분을 끝마치고 수원과 완전이적 계약을 체결했다. 정직원이 된 조나탄은 구단 역사상 최단기간 30골 기록을 새로 작성했다.
이는 수원 삼성에서 30골 이상 터트린 12명 중 최단기간 기록으로, 이전까지 샤샤와 산드로가 보유하던 1년2개월의 기록을 2개월 단축한 것이다.

이후 조나탄은 4경기 연속 멀티골을 기록 최근 수원의 3경기 11골 중 9골을 쏘아 올리며 수원 삼성의 리그2위와 5연승으로 견인하였다.
수원 삼성은 상주 상무와의 승리로 리그초반 부진을 떨쳐버리고 반등에 성공하며 서정원감독 체제에서의 첫 5연승을 기록하였다. (* SEO 체제에서의 최고 기록은 3연승)

하지만  8월 12일에 조나탄이 부상을 입고 8주간 아웃되어 큰 위기를 맞은 상황이다.

9월 13일 상주 상무에서 전역 후 17일 조지훈 선수가 팀 훈련에 복귀하였다. 9월 23일 아산 무궁화 축구단에서 김은선, 조성진 선수가 팀에 복귀하였다.

9월 20일 제주전에서 주장 염기훈이 통산 5번째로 한시즌 두자릿수 도움 기록을 달성했다.

9월 23일 인천전에서는 PK 1골을 기록하여 60골 98도움으로 K리그 5번째 60-60클럽에 가입하였다. 그는 명실상부 K리그의 레전드가 되었다. 이는 기록으로 말해주고 있음을 알 수 있다.

K리그 최초 100도움 달성까지는 이제 2도움만 남아있는 상태라 염기훈은 올해 총 3개의 대기록 달성 눈앞에 있다고 할 수 있다.
한편 2017시즌을 끝으로 고종수 코치가 대전 시티즌의 감독으로 부임하면서 팀을 떠났다.

#### 2018 시즌
수원은 김민우가 상주 상무에 입대하고, 산토스는 계약 만료, 이용래와 조나탄이 이적하며 큰 위기를 맞았다. 하지만, J리그에서 뛰었던 측면 미드필더 박형진을 자유계약으로 영입하였고, 부천 FC에서 뛰었던 바그닝요를 영입하였으며, 2018년 1월 4일에는 라이벌 FC 서울에서 뛰었던 공격수 데얀을 1년 계약을 맺고 영입하였다. 또한, 부산 아이파크에서 뛰던 임상협과 울산에서 뛰던 수비수 이기제가 영입되었다. 이 외에도 특급 유망주 전세진을 비롯해 최정훈, 김민호, 송민규 신인 4명이 입단하였다. 한편, 미드필더 고승범이 대구 FC로 1년 임대 이적하였다. 1월 30일 수원 월드컵 경기장에서 열린 아시아 챔피언스리그 첫 경기 타인호아FC와의 경기에서 5 – 1의 대승리를 거두며 이적생들의 맹활약을 보여 주었다. 염기훈은 전남드래곤즈와의 개막전에서 이기제의 골을 어시스트 하면서 K리그 최초로 100도움을 기록하였다. 2018년 FIFA 월드컵의 영향으로 올 시즌은 수,토요일 3일단위의 경기가 대부분으로 타이트하게 진행되고 있다. 이로 인해 서정원감독은 로테이션이라는 카드를 꺼내들었고 몇몇 경기는 로테이션이 먹혔으나 막상 중요한 몇몇 경기에서 그 역할을 제대로 거두지 못했다. 그럼에도 시즌 전반기 일정의 끝인 포항전만 앞둔 상황에서 리그 2위를 유지중이다. 아시아 챔피언스리그에서 조1위로 본선 진출에 성공했고 16강 1차전에서 울산 현대에게 1대0 패배를 당했지만 5월 16일 빅버드에서 벌어진 2차전에서 김건희, 신화용 등 그외 출전 선수들의 투지와 열정으로 마침내 3대0 대승리를 거두며 약 7년만에 아시아 챔피언스리그 8강에 진출하였다.

이후, 여름 이적시장에서 2012년 하계 올림픽 동메달의 주역이자 에미리트 클럽에서 뛰었던 박종우와 아산에서 군 복무를 마친 한의권을 데려왔고, 보스니아 국가대표 출신인 엘비스 사리치를 데려와 전력을 보강하였다. 한편, 외국인 수비수인 매튜 저먼은 사우디 프로리그의 이티하드로 이적하였다.
그러나 서정원 감독은 구단의 만류에도 불구하고 팀의 성적 부진에 책임을 지고 2018년 8월 28일 부로 자진 사퇴하였다. 자진 사퇴 발표 몇 시간뒤 수원 삼성은 이병근 코치를 감독대행으로 임명하였다. 

2018년 9월 3일 부로 홍철, 신세계는 상주상무에서 전역 후 수원 삼성에 복귀하였다.

9월 20일 수원 삼성은 AFC 아시아 챔피언스리그에서 1차전 전북전 3 – 0 승리 후 2차전 홈에서 승부차기 끝에 준결승에 진출하였다.

골키퍼 신화용은 PK 포함 승부차기 총 3개를 막으며 준결승에 올라가는데 지대한 공을 세웠다. 

10월 15일 사퇴를 선언했던 서정원 감독이 복귀하였다. 복귀 이유는 팀에 대한 책임감과 동거동락한 선수들의 요청도 있었다고 밝혔으며 기간은 올 시즌이 끝난 후까지만 팀을 맡겠다고 선언하였다.

10월 24일 빅버드에서 펼쳐진 ACL 준결승 2차전은 3 – 1로 앞서며 결승문턱까지 다 닿았지만 수비 집중력부족으로 인해 3 – 3 동점이 됐고 합계 스코어 6 – 5로 아쉽게 결승진출에 실패했다.

데얀은 올 시즌 AFC 챔피언스리그 경기에서 개인통산 35골을 이루어내며 이동국과 최다득점의 타이 기록을 이루었다.
그 후, 2018 시즌을 6위로 마감하였고, 서정원은 복귀할 때 약속대로 2018 시즌을 끝으로 수원 감독직에서 물러났다. 그 다음날 이임생이 감독으로 선임되었다. 추후 있을 2019년도 시즌부터 이임생 감독이 수원을 이끌 예정이라 밝혔다.

#### 2019 시즌
우선지명과 자유계약선발로 7명의 선수와 고명석, 김다솔 선수가 영입되었다. 그 후, 계약만료로 신화용, 박종우, 곽광선, 조원희, 조지훈 등 수원에 굵직한 선수들을 방출했다. 

지난 시즌 부상으로 모습을 보이지 않던 주장 김은선은 음주운전의 물의를 일으켜 팀에서 방출당했다. 수원은 염기훈을 주장으로 재선임하고, 최성근을 부주장으로 선임하였다.

 오스트레일리아 축구 국가대표팀 출신 공격수인 타가트와 안양FC의 프렌차이즈 스타 구대영 선수가 영입되었다.

 2019년 4월 7일 염기훈은 강원 FC전에서 멋진 프리킥 골로 통산 70골에 성공하였으며 총 70골,104도움을 기록 70-70 클럽에 가입하였다.

 2019년 5월 29일 수원 삼성 블루윙즈는 포항 스틸러스를 3 – 0으로 이기며 K리그 최단기간 400승을 달성하였다.

 7월 15일 엘비스 사리치는 알아흘리로 이적되었고  7월 23일 데체선수로 테리 안토니스 영입이 공식적으로 발표되었다.

 현재 13득점으로 리그 득점 1위인 타가트와 동갑내기이며 오스트레일리아 축구 국가대표팀 선수로써 20세 이하 대표팀에서부터 발을 맞춘 인연도 있어 둘의 호흡이 기대된다.

수원은 2016시즌 이후 3년만에 스플릿B(하위스플릿)으로 확정지었다. 남은 희망은 FA컵으로 ACL진출 여부를 가릴수있게 되었다.

2019년 11월 10일 대전코레일과의 FA컵 결승전 2차전에서 4 – 0 대승을 거두고 마침내 FA컵 우승을 거머쥐었다.

2008년 이후 11년만에 빅버드에서 들어올린 컵으로써 의미가 컸고 이로써 2020시즌 아시아챔피언스리그에 진출하게 되었다.

 또한 총 5회 우승으로 FA컵 최다 우승팀이라는 업적을 남겼다. 염기훈은 득점왕 고승범은 MVP를 차지하였다.

 타가트는 데뷔시즌 20골을 몰아 넣으며 K리그 득점왕을 차지하였다.

 참고로 FA컵과 K리그 득점왕이 한팀에서 나온건 1996년 FA컵 출범 이후 1998년 울산현대 다음 21년만에 나온 대기록이다.

 수원은 FA컵우승과 리그 8위로 2019시즌을 끝마쳤다. 여러모로 아쉬웠던 2016년 시즌과 비슷한 한해를 보냈다고 보여졌다.

#### 2020 시즌
2020 시즌이 들어서도 수원의 부진은 계속되었다. 이미 과거의 영광을 잃고 모기업의 투자가 위축되며 하락세를 걷고 있던 상황에서 고명석과 전세진은 상주로 군입대하고, 데얀은 계약 만료로 수원을 떠나 대구로 이적하였다. 그리고 수원 유스로 데뷔하였던 구자룡과 신세계 역시 계약 만료로 각각 전북, 강원으로 이적하였다. 그리고, 2019 시즌 동안 잔부상에 시달렸던 바그닝요는 수원과 계약을 해지하였고, 윤용호는 김남일이 지휘하는 성남으로 이적하였다. 모기업과 재정난이 시달리는 악조건 속에서 수원이 데려온 선수라고는 캐나다 국가대표 수비수 헨리와 전북에서 프로 데뷔한 후, 서울 이랜드와 인천에서 임대를 전전했던 명준재, 보스니아 리그 득점왕 크르피치가 전부였다. 결국, 시즌이 들어서자, 전북과 울산에게 연달아 패하고, 인천과의 홈 경기에서 겨우 1승을 챙겼지만, 리그 성적은 11개 팀과 한 차례씩 모두 맞붙어 8위에 자리하여 부진의 늪에서 빠져나오지 못했다. 여름이적시장이 들어서자, 수원은 모기업의 투자랑 재정적 상황이 여의치 않자, 선수 보강은커녕 오히려 더 내보내기만 했다. 중원 자원인 송진규가 K리그2의 안산으로 이적했고, 유주안은 수원 FC로 임대 이적하였으며, 수원의 유일한 국가대표 수비수인 홍철마저 울산으로 이적하자, 수원 팬들의 분노를 불러일으켰다. 결국 FA컵에서 제주를 이기고 8강 진출 하루 뒤(2020년 7월 17일)에 이임생이 수원 감독직에서 물러났다. 이후 약 두 달 동안 수석코치였던 주승진이 감독대행을 수행하였고, 9월 6일에 수원 레전드였던 박건하가 제 6대 감독으로 선임되었다. 

그리고 2020년 AFC 챔피언스리그에서 타가트와 테리 안토니스 그리고 도닐 헨리가 부상으로 빠진 채로 경기에 임했는데 팀은 예상외로 선전하면서 8강 진출에 성공하였다.

첫 호주 출신 득점왕이었던 타가트는 세레소 오사카로 이적하였고 그의 빈자리는 제리치가 들어오게 되었다. 이에 팬들의 반응은 반반으로 갈라졌다.

그 이유는 스포츠 탈장으로 인해 1년간 제대로 된 경기를 뛰지 못한 상태이기에 팬들의 걱정하는 분위기와 K리그 4년차의 검증된 공격수라는 점에서 기대감을 모으고 있다.

또한 2021시즌 5월에 권창훈이 군 문제 해결을 위해 (군대면제시 2+2년추가 옵션이었으나 해결이 안되어 FA로 복귀예정)팀에 복귀할 것으로 알려져 팬들의 마음을 설레게 하고 있다.

#### 2021 시즌
그 외 김다솔, 한의권, 임상협, 이용혁, 이이기는 FA로 팀을 떠나게 되었다. 추가로 SSC 나폴리 출신의 윙어 니콜라오 두미트루와 강원과 경남에서 활약한 제리치를 영입하였다.
수원은 시즌 중 고승범이 상무에 입대하였지만, 상무에서 돌아온 전세진과 더불어 김민우, 헨리, 민상기, 이기제, 양형모, 김건희, 최성근 등 기존 선수들과 김태환, 정상빈, 강현묵 등 매탄고 출신 선수들의 맹활약 속에 파이널 A로 진출에 성공하였다. 하지만, 파이널 A에선 1승도 거두지 못한 채 시즌을 마감하였다. 비록 파이널 A의 성적은 좋지 못했지만, 이기제가 K리그 베스트 11 수비수 부문에 선정되면서 그 위안을 삼았다. 그리고, 이번 여름이적시장에서 수원으로 복귀한 권창훈은 이번 시즌을 끝으로 상무에 입대하였다. 그리고, 정상빈은 울버햄턴 이적이 확정되었지만, 영국 취업 비자를 해결하기 위해 그라스호퍼로 임대 이적하게 된다.

#### 2022 시즌
시즌을 앞두고 수원은 정승원, 불투이스, 이한도, 류승우, 그로닝, 사리치 등을 영입하여 시즌에 임했지만, 개막 후 9경기 동안 1승 밖에 챙기지 못하는 부진에 빠졌다. 결국 4월 14일에 수원을 이끌었던 박건하가 감독직을 사임하였고, 그의 후임으로 전 대구 FC 감독을 지냈던 이병근이 수원의 7대 감독으로 선임되었다.
이병근 선임 후, 수원은 여전히 부진했고, 서울과의 슈퍼매치 경기 이후, 서울 중학생 서포터 폭행과 겁박하는 모습까지 공개되며 축구장 안팎으로 최악의 상황에 처했다. 그리고, 6월 29일에 있었던 전북과의 FA컵 경기에서 0 – 3 패배로 반등 계기를 마련하는 데 또 실패했다. 이에 수원은 여름이적시장을 통해 전남 드래곤즈에서 정호진을 한석희와 남은 시즌 동안 맞임대 트레이드를 통해 영입하고, 일본 출신 공격수인 사이토 마나부와 김상준과 이한도를 부산 아이파크로 보내는 대신 북한 출신 공격수인 안병준을 영입하여 공격력을 강화하였다.
하지만, 선수 보강과 전진우와 오현규 등 젊은 선수들의 맹활약 불구하고 오히려 하락세를 보이던 수원은 결국 리그 10위를 기록하여 승강 플레이오프에서 FC 안양과 대결 끝에 승리(1승 1무)하여 K리그1 잔류를 확정지었다.

#### 2023 시즌
지난 시즌 승강 플레이오프에서 기적적으로 살아남은 수원은 지난 시즌의 아픔을 되풀이하지 않기 위해 김경중, 김보경, 바사니, 한호강, 아코스티, 뮬리치 등 굵직한 선수들을 보강하여 시즌에 임하였다. 그러나 시즌 초반부터 부진을 면치 못하고 리그 최하위까지 떨어지자, 2023년 4월 17일에 이병근 감독이 성적 부진으로 경질되었다.
5월 4일에 김병수를 수원의 8대 감독으로 선임하였다.
하지만, 김병수 부임에도 성적은 나아지지 않았고, 결국 2023년 9월 26일에 김병수를 경질한 뒤 플레잉코치인 염기훈을 감독 대행으로 내정하여 남은 경기를 치르기로 하였다.
대전 원정의 1:3 패배 이후 팬 여론은 프런트, 감독, 선수 모두를 비판하는 여론으로 가고 있었으나 이 날 이후 수원 삼성 부진의 최대 원흉은 프런트라는 여론으로 사실상 '위아더월드'가 되었고 프런트 비판에 모든 화력을 쏟아붓고 있다. 그 외에도 수원월드컵경기장에 근조 화환을 보내고 있으며 홍염을 까겠다는 팬들도 나오고 있다.
반대로 김병수 감독에게는 동정 여론이 쏟아지고 있으며, 프런트와 갈등을 빚었던 이임생, 박건하, 심지어 이병근 전임 감독까지 재평가를 받고 있다.
그간 수원 팬덤만이 알고 있던, 수원이라는 구단이 내부에서 얼마나 곪아왔는지 이번 사건을 통해 다른 축구팬들에게도 알려졌으며 그동안 본인들의 책임을 회피했던 프런트가 한 팀을 제대로 망쳐버린 사건이라고 할 수 있다.
염기훈 감독 대행이후, 수원 FC와 서울 등을 연달아 격파하여 K리그1 잔류 의지를 돋보였으나, 2023년 12월 2일 강원과의 홈 경기에서 0-0 무승부를 거두는 바람에 결국 K리그2로 강등되었다.

#### 2024 시즌
2024 시즌을 앞두고 수원은 지난 시즌까지 감독 대행을 맡은 염기훈을 정식 감독으로 승격시켜 시즌에 임하였지만 5월에만 전패하는 최악의 기록을 남겼고, 결국 염기훈이 자진 사퇴하게 되었다.
염기훈의 후임으로 변성환을 수원의 10대 감독으로 선임하였다. 하지만 변성환 감독 선임 후에도 승격권과는 거리가 멀었으며, 결국 승격에 실패하고 6위로 시즌을 마무리지으며 k리그2 잔류를 확정지었다.

## 선수 명단
참고: FIFA 자격 규정에 따라 소속된 국가대표팀 국기를 표시합니다. 선수는 복수의 FIFA 비회원국 국적을 가지고 있을 수 있습니다.
| 번호 | 포지션 | 국적 | 이름     |
| ---- | ------ | ---- | -------- |
| 1    | GK     |      | 김민준   |
| 2    | DF     |      | 장석환   |
| 4    | DF     |      | 레오     |
| 5    | DF     |      | 한호강   |
| 6    | MF     |      | 최영준   |
| 7    | FW     |      | 김현     |
| 9    | FW     |      | 일류첸코 |
| 10   | MF     |      | 강현묵   |
| 11   | FW     |      | 파울리뇨 |
| 12   | DF     |      | 권완규   |
| 13   | GK     |      | 김정훈   |
| 14   | MF     |      | 홍원진   |
| 15   | FW     |      | 박우진   |
| 16   | MF     |      | 임현섭   |
| 17   | MF     |      | 이민혁   |
| 18   | DF     |      | 최지묵   |
| 19   | DF     |      | 이건희   |
| 20   | DF     |      | 조윤성   |
| 21   | GK     |      | 양형모   |

| 번호 | 포지션 | 국적 | 이름                      |
| ---- | ------ | ---- | ------------------------- |
| 22   | DF     |      | 김상준                    |
| 23   | DF     |      | 이기제                    |
| 24   | MF     |      | 이규성 (울산에서 임대)    |
| 27   | DF     |      | 손호준                    |
| 28   | FW     |      | 이흔렬                    |
| 29   | FW     |      | 이상민                    |
| 30   | FW     |      | 강성진 (FC 서울에서 임대) |
| 31   | GK     |      | 이경준                    |
| 32   | DF     |      | 정동윤                    |
| 70   | FW     |      | 세라핌                    |
| 71   | FW     |      | 김지호                    |
| 74   | FW     |      | 브루노                    |
| 77   | FW     |      | 김지현                    |
| 90   | DF     |      | 황석호                    |
| 91   | FW     |      | 박지원                    |
| 99   | MF     |      | 김민우                    |

### 임대 및 군 복무 중인 선수
참고: FIFA 자격 규정에 따라 소속된 국가대표팀 국기를 표시합니다. 선수는 복수의 FIFA 비회원국 국적을 가지고 있을 수 있습니다.
| 번호 | 포지션 | 국적 | 이름                             |
| ---- | ------ | ---- | -------------------------------- |
| —    | DF     |      | 박대원 (김천 상무에서 군 복무중) |
| —    | GK     |      | 박지민 (성남 FC로 임대)          |
| —    | DF     |      | 정성민 (시흥시민축구단으로 임대) |

| 번호 | 포지션 | 국적 | 이름                                 |
| ---- | ------ | ---- | ------------------------------------ |
| —    | MF     |      | 문형진 (부산교통공사로 임대)         |
| —    | FW     |      | 김주찬 (김천 상무에서 군 복무중)     |
| —    | MF     |      | 임지훈 (AC 나가노 파르세이루로 임대) |
| —    | DF     |      | 곽성훈 (광주 FC로 임대)              |

### 유소년 선수
수원 삼성 블루윙즈는 2007년 8월부터 유소년 클럽 시스템을 갖추기 시작했다. 수원시 영통구에 위치한 매탄고등학교에 축구부를 창단하고, 12세 이하 유소년팀인 어린이 축구교실 리틀윙즈도 창단했다.
2009년 11월에는 매탄중학교에 축구부를 창단하여, U-12 → U-15 → U-18의 유스체계를 완성했다.
2010년 신인 드래프트에서 수원 유스 출신인 주재현, 민상기가 수원에 지명돼 입단하고,  권창훈이 프랑스 리그앙 소속의 디종으로 이적하는 등 유스 시스템의 결실을 보고 있다.
최근 대학리그 진출을 무르고 프로 직행 후 데뷔한 유주안은 신인으로서 데뷔전 데뷔골, 도움을 기록 이후 2경기 연속 공격포인트를 기록하는 등 앞으로 팀의 미래가 될 준비를 하고 있다.

## 스태프

### 코칭 스태프
| 직책        | 이름   | 비고 |
| ----------- | ------ | ---- |
| 감독        | 변성환 |      |
| 수석코치    | 김도용 |      |
| 코치        | 이상용 |      |
| 2군 코치    | 민동성 |      |
| 골키퍼 코치 | 조민혁 |      |
| 피지컬 코치 | 박성준 |      |
| 피지컬 코치 | 남대휘 |      |

## 경영진
| 직책     | 이름   | 비고 |
| -------- | ------ | ---- |
| 구단주   | 이재용 |      |
| 대표이사 | 강우영 |      |
| 단장     | 박경훈 |      |

## 기록과 통계

### 우승 기록

#### 리그
- K리그1

● 우승 (4): 1998, 1999, 2004, 2008
● 준우승 (4): 1996, 2006, 2014, 2015

#### 컵
- 코리아컵

● 우승 (5): 2002, 2009, 2010, 2016, 2019
● 준우승 (3): 1996, 2006, 2011
- 리그컵

● 우승 (6): 1999아, 1999대, 2000, 2001, 2005, 2008
- 슈퍼컵

● 우승 (3): 1999, 2000, 2005

#### 아시아 대회
- 아시아 챔피언스리그 (AFC 챔피언스리그 엘리트의 전신)

● 우승 (2): 2000-01, 2001-02
- 아시안 컵위너스컵

● 준우승 (1): 1998
- 아시안 슈퍼컵

● 우승 (2): 2001, 2002

#### 친선 대회
- A3 챔피언스컵

● 우승 (1): 2005
- 팬퍼시픽 챔피언십

● 우승 (1): 2009

### 역대 시즌 통계
| 시즌 | 리그 팀수 | K리그  | 경기 | 승 | 무 | 패 | 득 | 실 | 차  | 승점 | 리그컵                          | FA컵   | 수퍼컵    | AFC 주관대회             | 감독                                      |
| ---- | --------- | ------ | ---- | -- | -- | -- | -- | -- | --- | ---- | ------------------------------- | ------ | --------- | ------------------------ | ----------------------------------------- |
| 1996 | 9         | 준우승 | 32   | 18 | 9  | 5  | 57 | 33 | +24 | 63   | 6위 (아디다스)                  | 준우승 | 출전실패  | 출전실패                 | 김호                                      |
| 1997 | 10        | 5위    | 18   | 7  | 7  | 4  | 23 | 23 | 0   | 28   | 6위 (아디다스) 3위 (프로스펙스) | 8강    | 출전실패  | 준우승 (CWC)             | 김호                                      |
| 1998 | 10        | 우승   | 20   | 13 | 1  | 6  | 34 | 22 | +12 | 35   | 6위 (아디다스) 4위 (필립모리스) | 8강    | 출전실패  | 출전실패                 | 김호                                      |
| 1999 | 10        | 우승   | 29   | 23 | 0  | 6  | 60 | 26 | +34 | 64   | 우승 (아디다스) 우승 (대한화재) | 1회전  | 우승      | 4위 (ACC)                | 김호                                      |
| 2000 | 10        | 5위    | 27   | 14 | 0  | 13 | 48 | 43 | +5  | 36   | 우승 (아디다스) 8위 (대한화재)  | 8강    | 우승      | 출전실패                 | 김호                                      |
| 2001 | 10        | 3위    | 27   | 12 | 5  | 10 | 40 | 35 | +5  | 41   | 우승 (아디다스)                 | 1회전  | 출전실패  | 우승 (ACC) 우승 (슈퍼컵) | 김호                                      |
| 2002 | 10        | 3위    | 27   | 12 | 9  | 6  | 40 | 26 | +14 | 45   | 4위 (아디다스)                  | 우승   | 출전실패  | 우승 (ACC) 우승 (슈퍼컵) | 김호                                      |
| 2003 | 12        | 3위    | 44   | 19 | 15 | 10 | 59 | 46 | +13 | 72   | 미개최                          | 32강   | 미개최    | 출전실패                 | 김호                                      |
| 2004 | 13        | 우승   | 27   | 14 | 6  | 7  | 32 | 24 | +8  | 46   | 4위 (삼성하우젠)                | 16강   | 출전실패  | 출전실패                 | 차범근                                    |
| 2005 | 13        | 10위   | 24   | 6  | 10 | 8  | 29 | 32 | -3  | 28   | 우승 (삼성하우젠)               | 16강   | 우승      | E조 2위 (ACL)            | 차범근                                    |
| 2006 | 14        | 준우승 | 29   | 12 | 10 | 7  | 31 | 25 | +6  | 46   | 12위 (삼성하우젠)               | 준우승 | 출전실패  | 출전실패                 | 차범근                                    |
| 2007 | 14        | 3위    | 27   | 15 | 6  | 6  | 36 | 25 | +11 | 51   | 준결승 (삼성하우젠)             | 16강   | 대회 중단 | 출전실패                 | 차범근                                    |
| 2008 | 14        | 우승   | 28   | 18 | 4  | 6  | 49 | 26 | +23 | 58   | 우승 (삼성하우젠)               | 16강   | 대회 중단 | 출전실패                 | 차범근                                    |
| 2009 | 15        | 10위   | 28   | 8  | 8  | 12 | 29 | 32 | -3  | 32   | 8강 (피스컵)                    | 우승   | 대회 중단 | 16강 (ACL)               | 차범근                                    |
| 2010 | 15        | 7위    | 28   | 12 | 5  | 11 | 39 | 44 | -5  | 41   | 준결승 (포스코)                 | 우승   | 대회 중단 | 8강 (ACL)                | 차범근 윤성효                             |
| 2011 | 16        | 4위    | 30   | 17 | 4  | 9  | 51 | 33 | +18 | 55   | 준결승 (러시앤캐시)             | 준우승 | 대회 중단 | 준결승 (ACL)             | 윤성효                                    |
| 2012 | 16        | 4위    | 44   | 20 | 13 | 11 | 61 | 51 | +10 | 73   | 대회 중단                       | 8강    | 대회 중단 | 출전실패                 | 윤성효                                    |
| 2013 | 14        | 5위    | 38   | 15 | 8  | 15 | 50 | 43 | +7  | 53   | 대회 중단                       | 16강   | 대회 중단 | H조 4위 (ACL)            | 서정원                                    |
| 2014 | 12        | 준우승 | 38   | 19 | 10 | 9  | 52 | 37 | +15 | 67   | 대회 중단                       | 32강   | 대회 중단 | 출전실패                 | 서정원                                    |
| 2015 | 12        | 준우승 | 38   | 19 | 10 | 9  | 60 | 43 | +17 | 67   | 대회 중단                       | 32강   | 대회 중단 | 16강 (ACL)               | 서정원                                    |
| 2016 | 12        | 7위    | 38   | 10 | 18 | 10 | 56 | 59 | -3  | 48   | 대회 중단                       | 우승   | 대회 중단 | G조 3위 (ACL)            | 서정원                                    |
| 2017 | 12        | 3위    | 38   | 17 | 13 | 8  | 63 | 41 | +22 | 64   | 대회 중단                       | 준결승 | 대회 중단 | G조 3위 (ACL)            | 서정원                                    |
| 2018 | 12        | 6위    | 38   | 13 | 11 | 14 | 53 | 54 | -1  | 50   | 대회 중단                       | 준결승 | 대회 중단 | 준결승 (ACL)             | 서정원 이병근(대행) 서정원                |
| 2019 | 12        | 8위    | 38   | 12 | 12 | 14 | 46 | 49 | -3  | 48   | 대회 중단                       | 우승   | 대회 중단 | 출전실패                 | 이임생                                    |
| 2020 | 12        | 8위    | 38   | 12 | 10 | 16 | 42 | 50 | -3  | 31   | 대회 중단                       | 8강    | 대회 중단 | 8강                      | 이임생 주승진(대행) 박건하                |
| 2021 | 12        | 6위    | 38   | 12 | 10 | 16 | 42 | 50 | -8  | 46   | 대회 중단                       | 8강    | 대회 중단 | 출전실패                 | 박건하                                    |
| 2022 | 12        | 10위   | 38   | 11 | 11 | 16 | 44 | 49 | -5  | 44   | 대회 중단                       | 8강    | 대회 중단 | 출전실패                 | 박건하 이병근                             |
| 2023 | 12        | 12위   | 38   | 8  | 9  | 21 | 35 | 55 | -22 | 33   | 대회 중단                       | 8강    | 대회 중단 | 출전실패                 | 이병근 최성용 (대행) 김병수 염기훈 (대행) |
| 2024 | 13        | 6위    |      |    |    |    |    |    |     |      | 대회 중단                       | 16강   | 대회 중단 | 출전실패                 | 염기훈 변성환                             |

### 주요 기록

#### 주요 승리
| 기록  | 일자            | 경기내용                    | 비고                |
| ----- | --------------- | --------------------------- | ------------------- |
| 1승   | 1996년 3월 30일 | 울산 현대 호랑이 원정 2 – 1 | 창단 첫 경기 승리   |
| 100승 | 2001년 3월 31일 | 전남 드래곤즈 원정 3 – 1    | K리그 최단기간 달성 |
| 200승 | 2007년 3월 17일 | 부산 아이파크 홈 1 – 0      | K리그 최단기간 달성 |
| 300승 | 2012년 10월 3일 | FC 서울 홈 1 – 0            | K리그 최단기간 달성 |
| 400승 | 2019년 5월 29일 | 포항 스틸러스 홈 3 – 0      | K리그 최단기간 달성 |

#### 주요 득점
| 기록     | 선수   | 일자            | 상대팀        | 비고                |
| -------- | ------ | --------------- | ------------- | ------------------- |
| 1호골    | 박건하 | 1996년 3월 30일 | 울산전 (원정) |                     |
| 100호골  | 데니스 | 1997년 7월 27일 | 대전전 (홈)   |                     |
| 200호골  | 샤샤   | 1999년 7월 7일  | 포항전 (홈)   |                     |
| 300호골  | 류웅렬 | 2000년 9월 2일  | 전북전 (홈)   |                     |
| 400호골  | 데니스 | 2002년 7월 31일 | 전남전 (홈)   |                     |
| 500호골  | 마르셀 | 2004년 5월 26일 | 부천전 (홈)   | K리그 최단기간 달성 |
| 600호골  | 마토   | 2006년 6월 6일  | 부산전 (원정) |                     |
| 700호골  | 에두   | 2008년 4월 5일  | 부산전 (원정) |                     |
| 800호골  | 하태균 | 2010년 7월 14일 | 부산전 (원정) |                     |
| 900호골  | 스테보 | 2012년 4월 28일 | 성남전 (홈)   |                     |
| 1000호골 | 고차원 | 2014년 3월 22일 | 포항전 (원정) | K리그 최단기간 달성 |

#### 연속 기록
- 연속 무패 기록 : 18경기 (15승 3무). 2008년 3월 9일 대전 전 ~ 6월 28일 전남 전 (컵대회 포함)
- 연속 승리 기록 : 8연승. 2008년 3월 19일 제주 전 ~ 4월 30일 경남 전 (컵대회 포함)
  - 같은 시즌 정규리그 기록만 따지면 11연승. 3월 19일 제주 전 ~ 7월 5일 인천 전 - K리그 기록

## 클럽 역대 인물

### 역대 선수

#### 10주년 베스트 일레븐
| 이름   | 포지션 |
| ------ | ------ |
| 이운재 | GK     |
| 최성용 | DF     |
| 박건하 | DF     |
| 이병근 | DF     |
| 데니스 | MF     |
| 김두현 | MF     |
| 고종수 | MF     |
| 김진우 | MF     |
| 서정원 | MF     |
| 샤샤   | FW     |
| 나드손 | FW     |

#### 20주년 레전드
| 등번호 | 이름   |
| ------ | ------ |
| 1      | 이운재 |
| 3      | 이병근 |
| 7      | 김진우 |
| 11     | 데니스 |
| 12     | 나드손 |
| 13     | 산드로 |
| 14     | 서정원 |
| 18     | 박건하 |
| 22     | 고종수 |
| 29     | 곽희주 |

#### 영구 결번
참고: FIFA 자격 규정에 따라 소속된 국가대표팀 국기를 표시합니다. 선수는 복수의 FIFA 비회원국 국적을 가지고 있을 수 있습니다.
| 번호 | 포지션 | 국적 | 이름                  |
| ---- | ------ | ---- | --------------------- |
| 38   | MF     |      | 윤성효 (은퇴 후 명예) |

### 역대 감독
| 순번 | 취임                    | 사임             | 재임 시즌 | 이름          | 주요 성과                                                                                   |
| ---- | ----------------------- | ---------------- | --------- | ------------- | ------------------------------------------------------------------------------------------- |
| 1대  | 1995년 2월 22일         | 2003년 10월      | 1996–2003 | 김호          | K리그 2회 우승 (1998, 1999) 아시안 클럽 챔피언십 2회 우승 (2001, 2002) FA컵 1회 우승 (2002) |
| 2대  | 2003년 10월 17일        | 2010년 6월 6일   | 2004–2010 | 차범근        | K리그 2회 우승 (2004, 2008) FA컵 1회 우승 (2009)                                            |
| 3대  | 2010년 6월 15일         | 2012년 12월 12일 | 2010–2012 | 윤성효        | FA컵 1회 우승 (2010)                                                                        |
| 4대  | 2012년 12월 12일        | 2018년 8월 28일  | 2013–2018 | 서정원        | FA컵 1회 우승 (2016)                                                                        |
| 4대  | 2018년 10월 15일 (복귀) | 2018년 12월 2일  | 2013–2018 | 서정원        | FA컵 1회 우승 (2016)                                                                        |
| 대행 | 2018년 8월 28일         | 2018년 10월 15일 | 2018      | 이병근        |                                                                                             |
| 5대  | 2018년 12월 3일         | 2020년 7월 17일  | 2019–2020 | 이임생        | FA컵 1회 우승 (2019)                                                                        |
| 대행 | 2020년 7월 17일         | 2020년 9월 8일   | 2020      | 주승진        |                                                                                             |
| 6대  | 2020년 9월 8일          | 2022년 4월 14일  | 2020–2022 | 박건하        |                                                                                             |
| 7대  | 2022년 4월 14일         | 2023년 4월 17일  | 2022–2023 | 이병근        |                                                                                             |
| 대행 | 2023년 4월 18일         | 2023년 5월 5일   | 2023      | 최성용 (대행) |                                                                                             |
| 8대  | 2023년 5월 4일          | 2023년 9월 26일  | 2023      | 김병수        |                                                                                             |
| 대행 | 2023년 9월 26일         | 2023년 12월 2일  | 2023      | 염기훈 (대행) |                                                                                             |
| 9대  | 2024년 1월 9일          | 2024년 5월 25일  | 2024      | 염기훈        |                                                                                             |
| 10대 | 2024년 5월 31일         |                  | 2024      | 변성환        |                                                                                             |

## 경기장
홈 경기장은 수원월드컵경기장이다. '빅버드' 라고도 불린다.
2024 시즌 말에는 수원월드컵경기장의 그라운드 공사로 인하여 용인미르스타디움에서 홈경기를 개최했다.

## 클럽하우스
경기도 화성시 삼성전자 사업장 내에 클럽하우스가 있다.

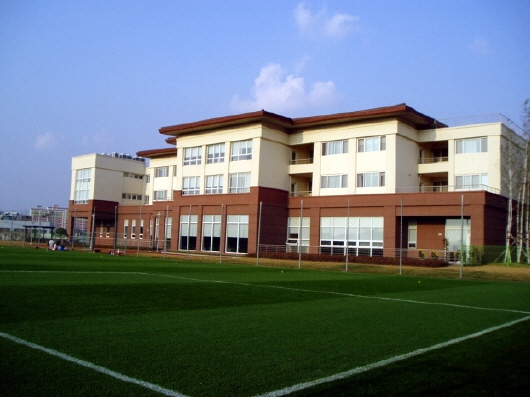
경기도 화성시 삼성전자 사업장 내에 위치한 수원 삼성 블루윙즈 클럽하우스

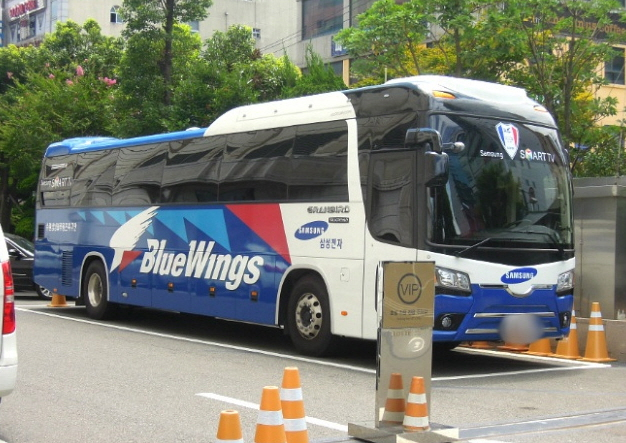
수원 삼성 블루윙즈 버스 (기아 그랜버드)

## 엠블럼과 마스코트
클럽 마스코트는 '아길레온'이다. 2005년 6월 1일에 태어난 그리폰이다. 성별은 남자. 이름은 스페인어로 독수리를 뜻하는 아길라(Agila)와 사자를 뜻하는(Leon)의 합성어이다.

## 유니폼
| 1996–97 · 홈 | 1996–97 · 원정 | 1998 · 홈 | 1998 · 원정 | 1999 · 홈 | 1999 · 원정 | 2000-01 · 홈 | 2000-01 · 원정 |

| 2002-04 · 홈 | 2002-04 · 원정 | 2002 · GK | 2002 · GK | 2002 · GK | 2003 · GK | 2004 · GK | 2004 · GK | 2004 · GK | 2005-06 홈 · (10주년) | 2005-06 원정 · (10주년) | 2005 · GK |

|  | 2005 · GK | 2005 · GK | 2005 · GK | 2005 · GK | 2005 · GK | 2005 · GK | 2005 · GK | 2005 · GK | 2005 · GK | 2007-08 · 홈 | 2007-08 · 원정 | 2009 · 홈 |

|  | 2009 · 원정 | 2010-11 · 홈 | 2010-11 · 원정 | 2012 홈 · (블루 피버) | 2012-13 · 원정 | 2013-14 홈 · (실버 애로우) | 2014-15 원정 · (트리콜로) | 2015 홈 · (20주년) | 2015 홈 · (레트로) | 2015 원정 · (레트로) | 2016 홈 · (청) | 2016 원정 · (백) |

|  | 2016 서드 · (적) | 2016 스폐셜 · (수원 더비) | 2017 홈 · (리버스 블루) | 2017 · 원정 |

| 자이크로 (2018년) \| 2018 홈 · (로얄 블루) \| 2018 · 원정 \| |             |
| ------------------------------------------------------------ | ----------- |
| 2018 홈 · (로얄 블루)                                        | 2018 · 원정 |

| 2019 · 홈 | 2019 · 원정 | 2020 · 홈 | 2020 · 원정 | 2020 · 서드 | 2021 · 홈 | 2021 · 원정 | 2021 서드 · (MTS) | 2021 · GK | 2022 · 홈 | 2022 · 원정 | 2023 · 홈 |

|  | 2023 · 원정 | 2023 서드 · | 2023 포스 · (리빌리) | 2023 · GK | 2023 · GK | 2024 · 홈 | 2024 · 원정 | 2024 서드 · | 2024 포스 · (리빌리) | 2024 · GK | 2025 · 홈 | 2025 · 원정 |

|  | 2025 홈 · (레트로) | 2025 원정 · (레트로) |

| (2019년) \| 2019 · 서드 \| |
| -------------------------- |
| 2019 · 서드                |

## 클럽 관련 문화

### 서포터즈
수원은 K리그내에서 많은 관중을 동원하는 팀 웅장한 응원부분은 가히 압도적이다.
수원 삼성 블루윙즈 공식 서포터즈 그랑블루(Grand Bleu)는 1995년 12월 23일 PC 통신 동호회로 시작한 사이버윙즈(CyberWings)라는 조직으로 시작하였다.
그랑블루는 여러 소모임들의 연대조직이며 또한 자발적인 개인들의 연합체이기도 하다. 따라서 특별한 가입절차나 연회비는 없다.
그랑블루에서 나와 새롭게 만들어진 지지자들의 모임인 하이랜드 에스떼도 있었다. 2010년 불미스러운 사건으로 인해 N석 2층에서의 응원을 공식 중단하였으나, 2011 시즌부터 연대 내 조직을 모두 통합하고 하나의 그룹으로 수원월드컵경기장의 E석 18구역에서 응원을 펼쳤다. 당시 그랑블루와 하이랜드 에스떼는 서로간의 합의를 통해 상호비방과 간섭을 중지하였다.
그러다가 2012년 5월 그랑블루와 하이랜드 에스떼가 다시 통합하여 프렌테 트리콜로라는 이름으로 재출범하였으며, 그랑블루라는 명칭은 수원시민들에게 헌정하면서 수원 삼성 블루윙즈를 응원하는 모든 이들을 그랑블루라고 칭하고 있다.

### 응원단
아나운서 : 투맨

## 스폰서십

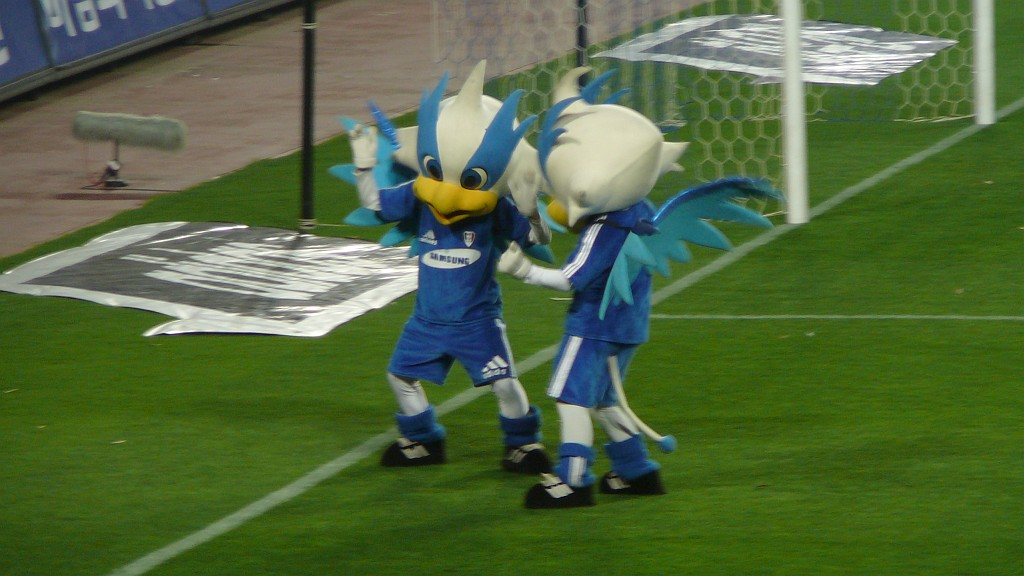
수원 삼성 블루윙즈의 마스코트 아길레온.

| 기간      | 용품 스폰서 | 구단 스폰서 | 유니폼 프린팅         | 비고                        |
| --------- | ----------- | ----------- | --------------------- | --------------------------- |
| 1996      | 라피도      | 삼성전자    | BlueWings             | 구단명                      |
| 1997-1998 | 라피도      | 삼성전자    | 名品+1                | 텔레비전 브랜드             |
| 1999-2000 | 라피도      | 삼성전자    | 애니콜                | 휴대전화 브랜드             |
| 2001      | 라피도      | 삼성전자    | SensQ 삼성 블루윈     | 노트북 브랜드 에어컨 브랜드 |
| 2002-2003 | 아디다스    | 삼성전자    | hauzen                | 종합 가전 브랜드            |
| 2004-2008 | 아디다스    | 삼성전자    | PAVV                  | 텔레비전 브랜드             |
| 2009-2010 | 아디다스    | 삼성전자    | Samsung PAVV          | 텔레비전 브랜드             |
| 2011-2013 | 아디다스    | 삼성전자    | Samsung SMART TV      | 텔레비전 브랜드             |
| 2014      | 아디다스    | 삼성전자    | Samsung UHD TV Curved | 텔레비전 브랜드             |
| 2015      | 아디다스    | 삼성전자    | Samsung SUHD TV 4K    | 텔레비전 브랜드             |
| 2016      | 아디다스    | 삼성전자    | SUHD TV               | 텔레비전 브랜드             |
| 2017-2018 | 아디다스    | 삼성전자    | SAMSUNG QLED TV       | 텔레비전 브랜드             |
| 2018      | 자이크로    | 삼성전자    | SAMSUNG QLED TV       | 텔레비전 브랜드             |
| 2019      | 푸마        | 삼성전자    | SAMSUNG QLED TV       | 텔레비전 브랜드             |
| 2020      | 푸마        | 삼성전자    | SAMSUNG QLED TV 8K    | 텔레비전 브랜드             |
| 2021      | 푸마        | 삼성전자    | SAMSUNG Neo QLED      | 텔레비전 브랜드             |
| 2022      | 푸마        | 삼성전자    | Samsung Neo QLED 8K   | 텔레비전 브랜드             |
| 2023      | 푸마        | 삼성전자    | Samsung Galaxy S23    | 휴대전화 브랜드             |
| 2024      | 푸마        | 삼성전자    | Samsung Galaxy S24    | 휴대전화 브랜드             |
| 2025      | 푸마        | 삼성전자    | Samsung Galaxy S25    | 휴대전화 브랜드             |

## 중계 방송
2010년부터 수원 삼성 블루윙즈는 수원 지역 및 경기도권의 케이블을 공급하는 티브로드 수원방송과 중계권 MOU를 체결하고 홈 전경기를 중계하고 있다. 2014년, 잠시 중계권 관련 협의에서 철회 처리했으나 2015년 다시 홈경기 전체에 대한 중계가 이뤄질 예정이라고 밝혔다. 이외에도 OBS경인TV도 종종 중계를 해주고 있다. 인터넷 방송인 아프리카TV로도 종종 자체 중계를 해줬으나 2014년부터는 본격적으로 다음 tv팟을 통해 자체 중계를 하고 있다.

## 참고 문헌
- “스포츠지원포털 등록 현황”. 대한체육회.
- “KFA 통합경기정보 시스템”. 대한축구협회.
- “K리그 데이터 포털”. 한국프로축구연맹.

## 같이 보기
- 수원 삼성 블루윙즈 FC R